# Bethlen-kastély (Élesd)
Élesd (Aleșd) Romániában található, annak is a nyugati részén. Az itt található birtok kezdetben a Batthyány család tulajdonában állt. Ők a 19. század elején egy barokk stílusú kastélyt építettek a birtokon (néhány klasszicista jellemzővel), majd a század vége felé az épület a Bethlen családhoz került, mert Bethlen Aladár (1854–1941) házasságot kötött Batthyány Vilma grófnővel. A kastély kinézetén az új tulajdonosok nem sokat változtattak. Néhány évtized múlva, 1920-ban, egy pap megvásárolta az ingatlant, ahol így mintegy húsz évig istentiszteleteket tartottak. Ezek után, az 1950-es években a kastélyt államosították, néptanácsi székhelyként, majd lakatosműhelyként működött. Napjainkban a helyi kórháznak ad otthont. A romániai műemlékek listájában a BH-II-m-B-01097 számon szerepel.
A kastély alapja U alakot formáz, egy szintje van. A homlokzat Élesd főútjára néz, az itteni, emeleti ablakokat jón stílusú pilaszterek választják el. Ezeket az ablakokat tükrök tagolják. Az épület két szárnyból áll, a jobb oldalon található a barokk stílusú kapu, a másik oldalon pedig a jón oszlopok mellett egy üvegtetejű terasz is található. A kastély hátsó homlokzata szinte megegyezik az elsővel. Ehhez tartoznak a lépcsőházak. A kastélynak egykor kertje is volt, de mára ezt megszüntették.